# Siedlung Bollen
Koordinaten: 47° 35′ 43,3″ N, 8° 40′ 28″ O; CH1903: 692946 / 272361
Die Siedlung Bollen ist eine Siedlungsstelle bei Andelfingen im schweizerischen Kanton Zürich, die in der Jungsteinzeit, in der Bronzezeit und im Frühmittelalter genutzt wurde. Die Fundstelle liegt westlich des Ortskerns im Thurtal etwa zwanzig Meter über dem Fluss.

## Funde
Die Stelle ist reich an Funden und ist Teil der grossen archäologischen Zonen rund um Andelfingen. In der Bollen wurden im Laufe der Zeit die folgenden Funde gemacht:
- Spuren der Besiedlung durch die Horgener Kultur, die zwischen 3400 und 2800 v. Chr. in der Ostschweiz Feuchtbodensiedlungen errichtet hatten. Sie wurden im Sommer 2006 im Profil einer Baugrube entdeckt. Im Fund wurde Silices sowie für die Zeit typische Keramik in Form von Töpfen und einer Schüssel entdeckt.
- drei Brandgruben aus der späten Bronzezeit von ca. 1200 v. Chr. (Bz D bis Ha A), deren Alter durch die C14-Datierung eines Eichenbrettes bestimmt werden konnten. Sie wurden 2002 im Vorfeld einer Überbauung beim Anlegen von Sondierschnitten gefunden
- Siedlungsreste aus der Urnenfelderkultur, die ungefähr der Periode Ha A1 von 1200 v. Chr. bis 1100 v. Chr. in der späten Bronzezeit zugeordnet werden konnten. Sie wurden 1967 bei Aushubarbeiten gefunden
- zwei Frühmittelalterliche Grubenhäuser aus der zweiten Hälfte des 6. Jahrhunderts, gefunden 1999[1]